# Apotropina palliata
Apotropina palliata är en tvåvingeart som först beskrevs av Charles Howard Curran 1926.  Apotropina palliata ingår i släktet Apotropina och familjen fritflugor. Inga underarter finns listade i Catalogue of Life.